# 니즈냐야퉁구스카강
니즈냐야퉁구스카강(러시아어: Нижняя Тунгуска, 예벤키어: Эдигу Катэнна) 또는 퉁구스카강은 시베리아의 강이다. 예니세이강의 지류이다.